# Eucalyptus michaeliana
Eucalyptus michaeliana ist eine Pflanzenart innerhalb der Familie der Myrtengewächse (Myrtaceae). Sie kommt im Osten und Nordosten von New South Wales vor und wird dort „Hillgrove Gum“ oder „Brittle Gum“ genannt.

## Beschreibung

### Erscheinungsbild und Blatt
Eucalyptus michaeliana wächst als Baum, der Wuchshöhen von bis zu 30 Meter erreicht. Die Borke ist glatt, weiß, grau, oder rotbraun und schält sich in Platten oder Flicken. Der Stammdurchmesser erreicht über 1 Meter.
Bei Eucalyptus micheliana liegt Heterophyllie vor. Die Laubblätter sind stets in Blattstiel und -spreite gegliedert. An jungen Exemplaren ist die Blattspreite lanzettlich, später breit-lanzettlich, und matt grün. Die auf Ober- und Unterseite gleichfarbig oder leicht verschiedenfarbig matt grünen Blattspreiten an erwachsenen Exemplaren sind bei einer Länge von 12 bis 20 cm und einer Breite von 2 bis 3 cm lanzettlich. Die Keimblätter (Kotyledone) sind verkehrt-nierenförmig.

### Blütenstand und Blüte
Seitenständig an einem 5 bis 10 mm langen und im Querschnitt stielrunden Blütenstandsschaft stehen in zusammengesetzten Gesamtblütenständen etwa drei- bis siebenblütige Teilblütenstände. Die 2 bis 5 mm langen Blütenstiele sind stielrund. Die Blütenknospen sind bei einer Länge von 3 bis 5 mm und einem Durchmesser von 2 bis 3 mm eiförmig oder verkehrt-eiförmig. Die Kelchblätter bilden eine Calyptra, die früh abfällt. Die Calyptra ist halbkugelig oder konisch, kürzer als der Blütenbecher (Hypanthium) und so breit wie dieser.

### Frucht
Die Frucht ist bei einer Länge und einem Durchmesser von je 4 bis 5 mm halbkugelig oder zylindrisch. Der Diskus ist flach oder leicht angehoben, die Fruchtfächer sind eingeschlossen oder stehen auf der Höhe des Randes.

## Vorkommen und Gefährdung
Das natürliche Verbreitungsgebiet von Eucalyptus michaeliana ist der Osten und Nordosten von New South Wales, mit isolierten Populationen von Wollombi bis St. Albans und östlich von Armidale.
Eucalyptus michaeliana wächst örtlich häufig in trockenem Hartlaubwäldern auf sandigen Böden.
Eucalyptus michaeliana ist in der Liste der gefährdeten Arten New South Wales als ROTAP: 3RCa eingestuft.

## Taxonomie
Die Erstbeschreibung von Eucalyptus michaeliana erfolgte 1938 durch William Faris Blakely in Proceedings of the Linnean Society of New South Wales, Volume 63, S. 67. Das Typusmaterial weist die Beschriftung „N.S.W. – At Hillgrove and Enmore (J. F. Campbell, March 1907), the type“ auf.